# Alice Shaw-Stewart
Lady Alice Emma Shaw-Stewart CBE (geborene Thynne; * um 1863; † 26. Januar 1942) war eine britische Adlige.
Alice Shaw-Stewart wurde als Alice Thynne als älteste Tochter von John Thynne, 4. Marquess of Bath und von Frances Vesey geboren. Am 14. November 1883 heiratete sie den schottischen Politiker Sir Hugh Shaw-Stewart, den ältesten Sohn von Sir Michael Robert Shaw-Stewart und von Lady Octavia Grosvenor. Zusammen mit ihrem Mann gestaltete sie den Garten von ihrem Wohnsitz Ardgowan House bei Inverkip um. Ihr Mann erbte nach dem Tod seines Vaters 1903 den Titel Baronet. Alice Shaw-Stuart diente als Friedensrichterin von Renfrewshire. Sowohl während des Ersten wie auch während des Zweiten Weltkriegs diente ihr Anwesen als Militärkrankenhaus, und Lady Alice gründete Wohltätigkeitsvereine für britische Militärangehörige. Dazu war sie Mitglied der Schulaufsicht und unterstützte die Girl Guides, die weibliche Pfadfinderbewegung in Großbritannien. 1920 erhielt sie den Orden des Commanders des Order of the British Empire.
Lady Alice wurde auf dem Kirchhof von Inverkip begraben. Ihre Ehe war kinderlos geblieben. Zu ihrem Andenken wurde 1947 der Lady Alice Shaw Stewart Memorial Fund gestiftet, der sich für ehemalige weibliche Häftlinge einsetzt. Die Lady Alice Primary School, eine Grundschule in Greenock, wurde nach ihr benannt.